# كيمكينز
يُعد كيمكينز برنامج غذائي على الإنترنت أنشأته هايدي دياز تحت اسم مُستعار 'Kimmer' الذي اشتهر عام 2007 في مجلة Woman's World . وقد أصبح البرنامج مُتورطًا في الجدل عندما وُجد أن مُؤسسته كانت تُعاني من السمنة المفرطة وقدمت بعض الشهادات الزائفة على موقعها على الإنترنت.

## نظرة عامة
تم تطوير النظام الغذائي من قِبل دياز على لوحة رسائل إلكترونية والتي تُركز على الحمية الغذائية مُنخفضة الكربوهيدرات Lowcarbfriends.com في عام 2006. غادر دياز المجلس في عام 2006 لبدء كيمكينز مع شريك، وفي يناير 2007 ظهر الناس عمودًا عن فقدان الوزن الشديد الذي ذكره كيمكينز. اكتسب البرنامج شعبية عندما نشرت «المرأة في العالم» ميزة عن النظام الغذائي ومبدعته «كيم دريك» في عددها الصادر في 12 يونيو 2007. وفي أغسطس 2007، بدأت تظهر تغطية سلبية كبيرة للنظام الغذائي على شبكة الإنترنت، ولا سيما في شكل مُدونات، وتم طُرد العديد من مديري الموقع بعد استجواب عن النظام الغذائي بشكل علني. في سبتمبر 2007، تم تعيين محقق خاص للتحقيق عن دياز، وكشف هويتها الحقيقية بالإضافة إلى نشر العديد من الصور التي تثبت أنها كانت تعاني من السمنة المفرطة.

## دعوى قضائية
تم إطلاق دعوى قضائية جماعية ضد موقع الويب في مارس 2008 بعد أن تم الكشف عن أن مؤسسة النظام الغذائي كانت امرأة تبلغ 300 باوند اسمها هايدي دياز والتي كانت تروج للنظام الغذائي تحت الاسم المستعار كيم 'كيمر' دريك. وأثناء التحقيقات في الدعوى، وجد أن الموقع الإلكتروني قد أخذ 200 1 دولار خلال شهر يونيو 2007 وحده. كما تم الكشف عن أن صور ما بعد فقدان الوزن مأخوذة من موقع إلكتروني خاص بطلب العروس بدلاً من أن تمثل في الواقع شخصًا كان قد أجرى النظام الغذائي بالفعل. هذا وقد تم تزوير العديد من الشهادات على الموقع، وتم طرد العديد من موظفي الموقع لاستجوابهم حول سلامة النظام الغذائي.

## مخاوف المستهلك
تم حظر أعضاء الموقع بعد أن اختلفوا مع دياز على الإنترنت. وألقي اللوم بسرعة على الناس الذين فشلوا في إنقاص الوزن لعدم التمسك النظام الغذائي بما فيه الكفاية. وشجعت دياز الناس على مواصلة اتباع الخطة على الرغم من إظهار علامات اضطرابات الأكل. وقد فاز النظام الغذائي بجائزة «أسوأ منتج لعام 2008» من موقع.healthweight.net أعطى مكتب لوس أنجلوس للأعمال الأفضل للشركة تصنيفًا لـ «سئ»، مما يعني أنها «تُشكك بشدة في موثوقية الشركة لأسباب مثل أنها فشلت في الاستجابة للشكاوى، وأن إعلاناتها مضللة بشكل فادح، وأنها لا تتوافق مع متطلبات الترخيص أو التسجيل القانوني، تحتوي شكاويهم على مزاعم خطيرة بشكل خاص، أو أن صناعة الشركة معروفة بممارساتها التجارية الاحتيالية.»